# Fred Breinersdorfer

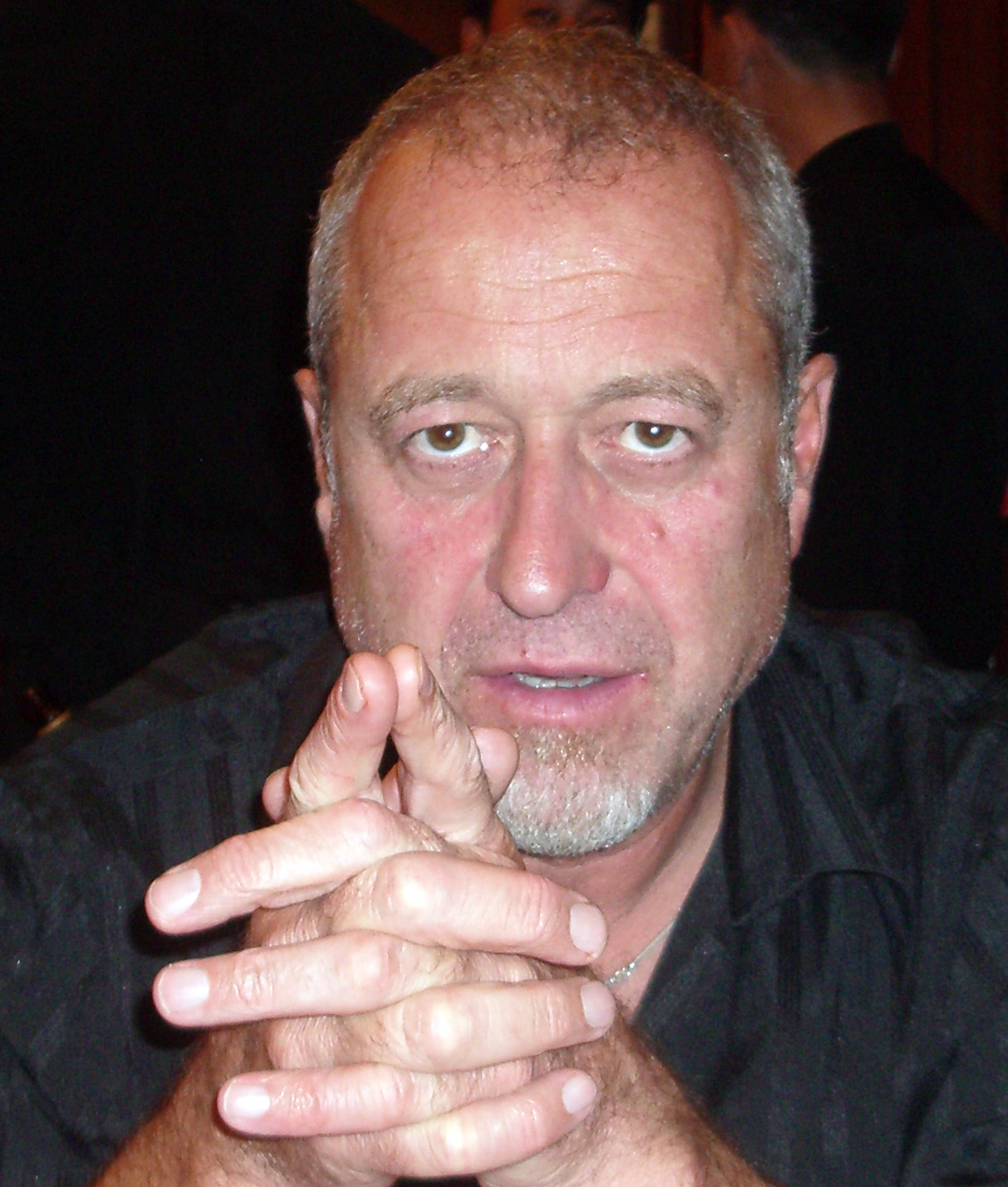
Foto de Fred Breinersdorfer

Alfred W. Breinersdorfer (Mannheim, 6 de diciembre de 1946) es un director, productor, escritor y guionista alemán.
Fred Breinersdorfer nació en Mannheim en 1946, se graduó en la escuela secundaria de Maguncia y estudió derecho y sociología en la Universidad Johannes Gutenberg de Maguncia y en la Universidad Eberhard-Karl de Tubinga, donde obtuvo su doctorado en derecho constitucional. Tiene dos hijos, la abogada y guionista Léonie-Claire Breinersdorfer y el arquitecto Julian Breinersdorfer[1] Es primo del director Peter Schneider. Breinersdorfer está casado con la autora Katja Röder y vive en Berlín. 
Estudió derecho y sociología en las universidades de Maguncia y Tubinga, donde se doctoró. Como abogado, se especializó en derecho constitucional y administrativo en Stuttgart y en 1980 comenzó a publicar novelas policíacas (Reiche Kunden killt man nicht) y guiones del mismo género.
Fue candidato para el Bundestag con el SPD en 1994 y lo galardonaron con la Orden del Mérito de la República Federal de Alemania en 2005.
Entre muchos premios, su película Sophie Scholl - Los últimos días, dirigida por Marc Rothemund fue nominada al Óscar como mejor película de habla no inglesa en 2006.
Es primo del director de orquesta Peter Schneider y tiene dos hijos, la guionista Léonie-Claire Breinersdorfer y el arquitecto Julian Breinersdorfer. Reside en Berlín.
Es miembro del PEN Club Internacional y de la Deutsche Filmakademie.